# Simmerberg (Isny)
Simmerberg ist ein Weiler in der Gemarkung Großholzleute im Gebiet der Stadt Isny im Allgäu im Landkreis Ravensburg in Baden-Württemberg.

## Geographie
Der Ort mit einem halben Dutzend Hausnummern liegt circa fünf Kilometer südlich der Stadt Isny im Allgäu in einer langen und schmalen Gebietszunge, die sich südwärts weiter bis zur Iberger Kugel (1049,4 m ü. NHN) erstreckt. Westlich der Ortschaft verläuft die Ländergrenze zum bayerischen Stockach in der Gemeinde Maierhöfen, im Osten unterhalb eines bewaldeten Berghangs die zum an der Unteren Argen stehenden bayerischen Weiler Klausenmühle in der Gemeinde Weitnau.

## Geschichte
Simmerberg wurde erstmals urkundlich im Jahr 1540 als Sümerberg erwähnt. Im Jahr 1787 fand die Vereinödung der Ortschaft statt. Die ursprüngliche Kapelle in Simmerberg wurde im Jahr 1842 erbaut und im Jahr 1914 durch einen kleineren Bau neu errichtet.